# Чемпионат мира по шоссейным велогонкам 2019 — групповая гонка (мужчины)
Групповая гонка у мужчин на чемпионате мира по шоссейному велоспорту 2019 года прошла 29 сентября в британском Харрогейте.

## Участники
Страны-участницы определялись на основании рейтинга UCI World Ranking. Максимальное количество гонщиков в команде не могло превышать 8 человек. Помимо этого вне квоты могли участвовать действующие чемпион мира и чемпионы континентальных чемпионатов. Всего участие приняло 197 участников из 42 стран.
| Национальные сборные (42)- Аргентина - Австралия - Австрия - Бельгия - Беларусь - Канада - Колумбия - Коста-Рика - Хорватия - Чехия - Дания - Эквадор - Эритрея - Испания - Эстония - Франция - Великобритания - Германия - Греция - Венгрия - Ирландия - Италия - Япония - Казахстан - Латвия - Литва - Люксембург - Намибия - Нидерланды - Норвегия - Новая Зеландия - Польша - Португалия - Румыния - ЮАР - Россия - Словения - Швейцария - Словакия - Швеция - Украина - США |
| |

## Маршрут
Старт и финиш располагался в Харрогейте, а сама трасса представляла 14-километровой круг через город Харрогейт в округе Северный Йоркшир, проходившийся один раз. Профиль круговой трассы технический и имел слегка холмистый профиль с тремя подъёмами. Первым располагался Отли Роуд (Otley Road, протяжённость 1600 метров, средний градиент 3,4%), вершина которого находилась за 11,8 км до финишной черты. Затем шёл относительно прямой спуск и начинался второй подъём Пот Банк (Pot Bank, протяжённость 600 метров, средний градиент 3,5%) за 7,4 км до финишной черты. Третий подъём Харлоу Мур (Harlow Moor, протяжённость 1200 метров, средний градиент 5,2%) располагался за 6 км до финиша. Последний километр сначала включал на протяжении 400 метров три резких поворота, после чего начиналась финишная прямая длиной 600 метров, шедшая в подъём (на первых 100 метрах градиент в 4%).
Общая протяженность маршрута составила 14 километра.

## Результаты
| \| Генеральная классификация \| Генеральная классификация \| Генеральная классификация \| Генеральная классификация \| Генеральная классификация \| \| Гонщик \| Гонщик \| Команда \| Время \| \| \| ------------------------- \| ------------------------- \| ------------------------- \| ------------------------- \| ------------------------- \| \| 1-й \| Мадс Педерсен \| Дания \| 6ч 27' 28 \| \| \| 2-й \| Маттео Трентин \| Италия \| + 0 \| \| \| 3-й \| Штефан Кюнг \| Швейцария \| + 2 \| \| \| 4-й \| Джанни Москон \| Италия \| + 17 \| \| \| 5-й \| Петер Саган \| Словакия \| + 43 \| \| \| 6-й \| Михаэль Вальгрен \| Дания \| + 45 \| \| \| 7-й \| Александер Кристофф \| Норвегия \| + 1' 10 \| \| \| 8-й \| Грег Ван Авермат \| Бельгия \| + 1' 10 \| \| \| 9-й \| Горка Исагирре \| Испания \| + 1' 10 \| \| \| 10-й \| Руй Кошта \| Португалия \| + 1' 10 \| \| |                     |            |           |
| |                     |            |           |
| Источник: ProCyclingStats |                     |            |           |
| Генеральная классификация |                     |            |           |
| Гонщик | Гонщик              | Команда    | Время     |
| 1-й | Мадс Педерсен       | Дания      | 6ч 27' 28 |
| 2-й | Маттео Трентин      | Италия     | + 0       |
| 3-й | Штефан Кюнг         | Швейцария  | + 2       |
| 4-й | Джанни Москон       | Италия     | + 17      |
| 5-й | Петер Саган         | Словакия   | + 43      |
| 6-й | Михаэль Вальгрен    | Дания      | + 45      |
| 7-й | Александер Кристофф | Норвегия   | + 1' 10   |
| 8-й | Грег Ван Авермат    | Бельгия    | + 1' 10   |
| 9-й | Горка Исагирре      | Испания    | + 1' 10   |
| 10-й | Руй Кошта           | Португалия | + 1' 10   |